# Stazione di Gongdeok
La stazione di Gongdeok (공덕역 - 孔德驛, Gongdeok-yeok ) è un'importante stazione di interscambio della metropolitana di Seul in Corea del Sud. Presso la stazione passano la linea 5, la linea 6, la linea AREX per l'aeroporto e, in ultimo, dal dicembre 2012 la stazione è anche fermata della linea Gyeongui-Jungang, rendendola la seconda stazione della città con 4 linee interscambiabili, dopo Wangsimni.

## Linee
Seoul Metro
● Linea 5 (Codice: 529)
● Linea 6 (Codice: 626)
Korail
■ AREX (Codice: A02)
■ Linea Gyeongui-Jungang (Codice: K312)

## Struttura

### Metropolitana
Le due linee di metropolitana sono la linea 5 e la linea 6, entrambe gestite dalla SMRT. La linea 5 si trova al terzo piano sotterraneo, mentre la linea 6 è al secondo piano sotterraneo. Entrambe le linee sono dotate di porte di banchɪna

#### Linea 5
| ←                | ● Linea 5 | per Yeouido, Gimpo Aeroporto e Banghwa                      |
| Banchina a isola |           |                                                             |
| →                | ● Linea 5 | per Jongno 3-ga, Wangsimni, Cheonho, Sangil-dong, e Macheon |

#### Linea 6
| Banchina laterale |           |                                              |
| ←                 | ● Linea 6 | per Hapjeong, Digital Media City e Eungam    |
| →                 | ● Linea 6 | per Samgakji, Dongmyo, Seokgye, e Bonghwasan |
| Banchina laterale |           |                                              |

### Korail
I binari della linea AREX della Linea Gyeongui-Jungang si trovano al quinto piano sotterraneo, con i binari al centro protetti dalle porte di banchina.

#### AREX
| Banchina laterale |        |                                                                         |
| →                 | ■ AREX | per Seul                                                                |
| ←                 | ■ AREX | per Digital Media City, Gimpo Aeroporto, Gyeyang e Aeroporto di Incheon |
| Banchina laterale |        |                                                                         |

#### Linea Gyeongui-Jungang
| Banchina laterale |                          |                                        |
| → 1               | ■ Linea Gyeongui-Jungang | per Digital Media City, Ilsan e Munsan |
| ← 2               | ■ Linea Gyeongui-Jungang | per Yongsan, Cheongnyangni e Jipyeong  |
| Banchina laterale |                          |                                        |

## Stazioni adiacenti
| «                      | Servizio   | »             |
| Linea 5                | Linea 5    | Linea 5       |
| ---------------------- | ---------- | ------------- |
| Mapo                   | -          | Aeogae        |
| Linea 6                |            |               |
| Daeheung               | -          | Hyochang Park |
| Linea AREX             |            |               |
| Hongdae-ipgu           | -          | Seul          |
| Linea Gyeongui-Jungang |            |               |
| Seogangdae             | Locale     | Hyochang Park |
| Hongdae-ipgu           | Espresso A | Yongsan       |